# Sve najbolje (Jasmin Stavros)
Sve najbolje je drugi kompilacijski album hrvatskoga glazbenika Jasmina Stavrosa koji je izašao 2002. u izdanju diskografske kuće Croatia Recordsa. Album je pop žanra.

## Popis pjesama
1. Umoran sam
2. Kocka šećera (duet s Jolom)
3. Hladno
4. Da je sreće bilo
5. Zrak, zemlja, zrak (duet s Alkom Vuicom)
6. Dio puta tvog
7. Lako ćemo mi (duet s Miroslavom Škorom)
8. Dao bi' sto Amerika
9. Megamix: Ženo, Dijamanti, Nema mi do njenih očiju (ft Neno DJ by Karma)
10. Nisam kriv (Hrvatski radijski festival 2002.)(Miroslav Drljača Rus – Miroslav Drljača Rus – Miroslav Drljača Rus / Zvonimir Domazet)
11. Pitaju me
12. Ljuta guja (duet s Thompsonom) (glazba Đorđe Novković - stihovi Zoran Bašić - aranžman Senna M.)
13. Rana
14. Bila je
15. Borim se
16. Živo mi se fućka (Denis Dumančić – Denis Dumančić – Fedor Boić)
17. Slovenke
18. Kad se prijatelji rastaju (remix Neno DJ)

## Vanjske poveznice
- Diskografija
- Diskografija
- CroArt